# 2364 Seillier
2364 Seillier је астероид главног астероидног појаса. Приближан пречник астероида је 18,4 ,
а средња удаљеност астероида од Сунца износи 3,172 астрономских јединица (АЈ).
Инклинација (нагиб) орбите у односу на раван еклиптике је 10,709 степени, а орбитални период износи 2064,365 дана (5,651 година). Ексцентрицитет орбите астероида износи 0,139.
Апсолутна магнитуда астероида износи 10,7 а геометријски албедо 0,274.
Астероид је откривен 14. априла 1978. године.